# Adimant d'Atenes
Adimant (grec antic: Ἀδείμαντος, llatí: Adeimantus), fill de Leucolòfides, fou un militar atenès, un dels comandants a les ordres d'Alcibíades (general atenenc), durant l'expedició a Andros l'any 407 aC.
Després de la batalla naval de les Arginuses el 406 aC va ser nomenat un dels estrategs atenencs, i va continuar dirigent un exèrcit fins a la batalla d'Egospòtam el 405 aC, on el van fer presoner. Com que s'havia oposat al decret de tallar les mans als presoners lacedemonis, els espartans li van perdonar la vida. Els atenesos van sospitar que el general els havia traït i va ser acusat per Conó, segons diu Xenofont. Aristòfanes, a Les granotes, que es va estrenar l'any d'aquella batalla, parla d'Adimant, i diu que era un que volia la mort. De broma l'anomena fill de Leucolofus, és a dir 'cresta blanca'. Al Protàgores de Plató també apareix esmentat.